# جياكومو كورينغي
جياكومو كورينغي (مواليد 8 سبتمبر 1744 - 18 فبراير 1817) (الروسية: Джа́комо Кваре́нги) هو مهندس إيطالي، كان أول وأهم مُمارس لفن العمارة الكلاسيكية الجديدة في الإمبراطورية الروسية، ولا سيما في مدينة سانت بطرسبرغ. كان مرجعاً للعديد من المهندسين المعماريين الذين عملوا في روسيا، وقد وصف بأنه «آخر المهندسين المعماريين في إيطاليا».

## روابط خارجية
- جياكومو كورينغي على موقع الموسوعة البريطانية (الإنجليزية)